# Martinshof (Quedlinburg)

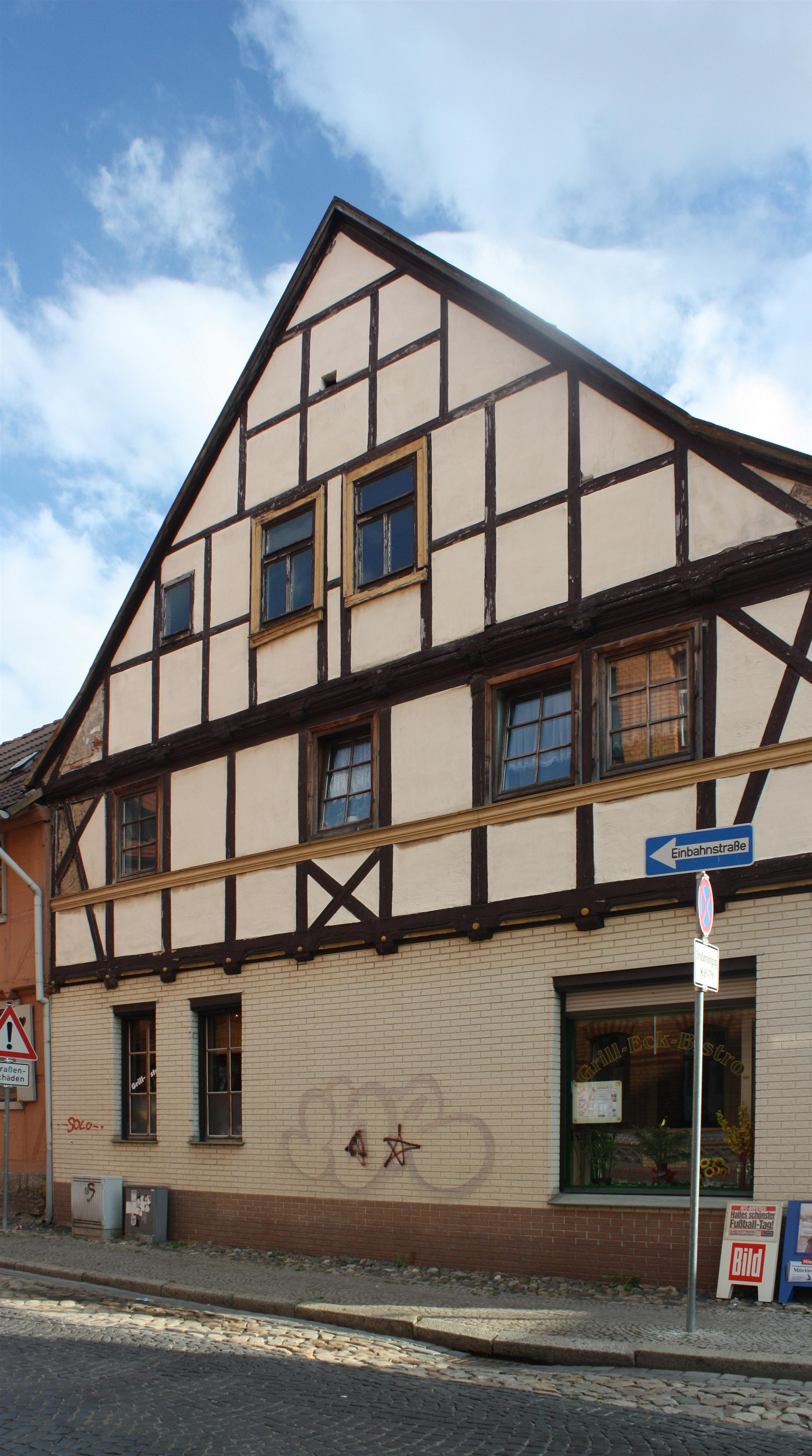
Haus Reichenstraße 36

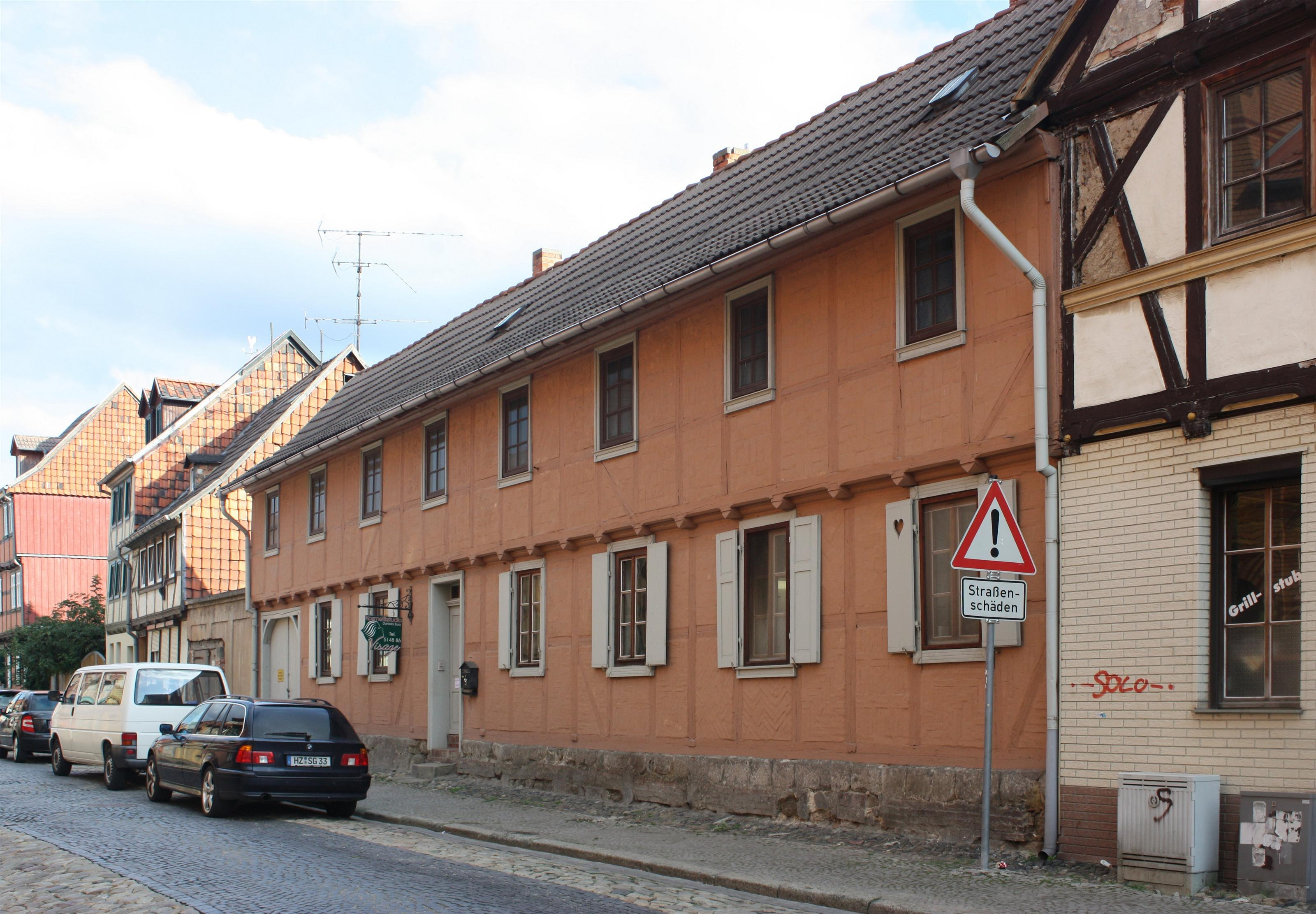
Seitenflügel entlang der Straße Augustinern

Der Martinshof ist eine denkmalgeschützte Hofanlage in der Stadt Quedlinburg in Sachsen-Anhalt.

## Lage
Er befindet sich im nördlichen Teil der historischen Quedlinburger Neustadt an der Adresse Reichenstraße 36 in einer Ecksituation an der Kreuzung von Reichenstraße und der Straße Augustinern. Das Gebäude gehört zum UNESCO-Weltkulturerbe und ist im Quedlinburger Denkmalverzeichnis als Wohnhaus eingetragen. 

## Architektur und Geschichte
Das zweigeschossige Fachwerkwohnhaus entstand nach einer Inschrift im Jahr 1660 durch den Baumeister Andreas Bock. Es diente wohl als Gildehaus der Neustädter Tuchmacher. Vermutlich waren auf dem Grundstück Witwen und Invaliden der Tuchmachergilde untergebracht. Die Fachwerkfassade weist die Fachwerkform Halber Mann auf. Darüber hinaus finden sich stilisierte Schiffskehlen und Ziernägel sowie eine profilierte Brüstungsbohle. Das Haus ist mit seiner Traufe zur Reichenstraße und seinem Giebel zur Straße Augustinern ausgerichtet. Die Breite umfasst in beide Richtungen jeweils zehn Gebinde. Das Erdgeschoss wurde in späterer Zeit in massiver Weise erneuert. Darüber hinaus wurden in den Giebel zwei Fenster eingefügt.
Zur Straße Augustinern hin erstreckt sich ein langgezogenes zweigeschossiges Fachwerkgebäude, das ebenfalls im 17. Jahrhundert errichtet wurde und als Hospital diente. Es ist mit Pyramidenbalkenköpfen verziert. Durch das Haus führt am östlichen Ende eine Tordurchfahrt, für das Tor wurden mittelalterliche Torflügel wiederverwendet.